# هالتاون (آلاباما)
هالتاون (به انگلیسی: Halltown) یک منطقهٔ مسکونی در ایالات متحده آمریکا است که در آلاباما واقع شده‌است. هالتاون ۲۰۲٫۰۸ متر بالاتر از سطح دریا واقع شده‌است.